# Drăghicești (okręg Ardżesz)
Drăghicești – wieś w Rumunii, w okręgu Ardżesz, w gminie Săpata. W 2011 roku liczyła 119 mieszkańców.